# 和歌山市立貴志中学校
和歌山市立貴志中学校（わかやましりつ きしちゅうがっこう）は、和歌山県和歌山市にある市立中学校である。

## 沿革
- 1986年4月1日 - 和歌山市立河西中学校から分離して開校。

## 進学前小学校
- 和歌山市立貴志小学校
- 和歌山市立貴志南小学校
- 和歌山市立藤戸台小学校

## 通学区域が隣接している学校
- 和歌山市立楠見中学校
- 和歌山市立河北中学校
- 和歌山市立河西中学校
- 和歌山市立西脇中学校
- （大阪府）岬町立岬中学校